# Општина Попешти (Валча)
Попешти (рум. Popeşti) општина је у Румунији у округу Валча.
Oпштина се налази на надморској висини од 256 m.